# Yves Goldenberg
Yves Nathaniel Goldenberg (1929-1977), arabist, a fost inițiatorul studierii limbii și literaturii arabe la Facultatea de Limbi și Literaturi Străine, Universitatea din București.

## Biografia
Yves Goldenberg s-a născut la Cairo, la 29 aprilie 1929, într-o familie de evrei originari din Europa. Tatăl său, Marcu Goldenberg, avocat de profesie, se născuse la Galați în 1892. În 1904 s-a stabilit la Cairo împreună cu familia sa, însă și-a păstrat cetățenia română. Mama sa, Călina Dayan, născută în 1904, la Cairo, provenea dintr-o familie de evrei spanioli, părinții ei fiind Alfred Dayan și Victoria Suarez. Prin căsătoria cu Marcu Goldenberg obține cetățenia română.
După moartea tatălui său în 1936, Yves Goldenberg este crescut de o soră a mamei, Marguerite Grünstein.

## Studii
Yves Goldenberg a urmat la Cairo școli de stat cu predare în limba arabă. Între 1945 și 1950 a urmat cursurile Facultății Politehnice din cadrul Universității din Cairo.
Între 1970 și 1974 urmează cursurile secției de franceză-română la Universitatea din București de unde obține diploma de licență în filologie cu lucrarea Les traductions françaises du Coran.

## Activitate
După ce a lucrat o perioadă (1951-1956) ca interpret de arabă în cadrul Legației României din Cairo, este expulzat de autoritățile egiptene. Se stabilește în România și timp de doi ani (1956-1958) lucrează la ICECHIM, București, ca inginer chimist.
În 1957, devine primul lector de limbă arabă la Universitatea din București unde va activa până în 1977.
Totodată lucrează în perioada 1956-1972 la Agerpres, “Agenția Română de Presă”, devenită ulterior ROMPRES  Arhivat în 1 aprilie 2022, la Wayback Machine. și în perioada 1957-1963 la sectia arabă a Radiodifuziunii Române, devenită ulterior RRI – Radio România Internațional  Arhivat în 20 decembrie 2012, la Wayback Machine..

## Cursuri predate
În cadrul secției de limbă arabă de la Facultatea de Limbi și Literaturi Străine a Universității din București a inițiat și predat cursurile: Limba arabă contemporană, Istoria culturii și civilizației arabe.

## Opera
Nu a lăsat multe lucrări, dar cele pe care le-a lăsat sunt de o excepțională calitate. Cele mai multe au apărut în Revue Roumaine de Linguistique între anii 1970-1976 și privesc fonologia, metrica și morfologia limbii arabe literare precum și dialectologia arabă, cu precădere dialectul egiptean. Și-a îndreptat atenția asupra moștenirii cunoscutului arabist român din secolul al XIX-lea, Timotei Cipariu, ale cărui lucrări le-a prezentat într-o serie de articole apărute în țară, precum și într-o comunicare la cel de al XXIX-lea Congres al orientaliștilor (Paris, 1973). Din păcate, cercetările lui în această direcție nu au fost continuate.
A pregătit ani în șir un Manual de limba arabă pe care nu îl terminase în momentul în care a decedat: acesta a apărut postum, la Centrul de Multiplicare al Universității București, în 1978.
Studenții lui îi păstrează o caldă amintire. Avea toate calitățile unui profesor ideal: deplina stăpânire a materiei și o excepțională capacitate de comunicare, o voce caldă, simțul umorului, dragoste pentru studenți. Într-o vreme când accesul la surse occidentale nu era facil, el își baza cursurile și cercetarea pe asemenea surse (mai ales franceze) reușind să transmită și studenților respectul pentru orientalistica europeană și îndemnul de a o urma. Prin spiritul care i-a animat întreaga activitate, Yves Goldenberg și-a pus o amprentă de neșters asupra studiilor de limba și literatura arabă din România.
Lucrări (selectiv):
■ Manual de limba arabă, București, TUB, 1978
■ „Preocupările de arabistică ale lui Timotei Cipariu”, în Analele Universității București, 11(1962)
■ „Limba arabă literară și idiomurile arabe vorbite”, în Analele Universității București, 18(1969)
■ „Quelques notes concernant les manuscrits arabes autographes de Timotei Cipariu”, în Analele Universității București, 20(1971)
■ „Notes en marge de quelques écrits roumanins sur le Coran et l’Islam”, în Analele Universității București, 21(1972)
■ „A Distributional Analysis of Negative Morphemes in Egyptian Colloquial Arabic”, “RRL”, 19(1974), no.4, 385-397.
■ „La métrique arabe classique et la typologie métrique”, în Revue Roumanine de Linguistique, 21(1976), nr. 1.
■ „Timotei Cipariu- un arabisant roumain du XIX-e siecle”, în Studia et Acta Orientalia, IX, 1977.

## Decesul
Yves Goldenberg a murit în septembrie 1977, lăsând în urma sa zeci de licențiați în limba arabă, care îi continuă opera.